# Santiago de la Riva
Santiago de la Riva Ruiz (Barcelona, 17 de noviembre de 1883-Madrid, 14 de diciembre de 1955) fue un dirigente deportivo español que se desempeñó como presidente del RCD Espanyol en tres ocasiones distintas (1912-13, 1924-25 y 1930-31) durante un total de 3 años al frente del club. Sus hermanos Victoriano y Genaro también fueron presidentes del RCD Espanyol en tres ocasiones distintas, sociedad que los tres hermanos la Riva presidieron durante muchos años, costeando y manteniendo la economía del club mayoritariamente de su propio bolsillo.

## Primeros años de vida
Santiago de la Riva nació el 17 de noviembre de 1883 en Barcelona, hijo de Victoriano de la Riva, natural de Ortigosa de Cameros, y Jacinta Ruiz Alonso, nació en el seno de una de las familias más ricas de Cataluña.

## Carrera deportiva
De la Riva fue el sexto presidente del Espanyol en tres periodos diferentes: 1912-1913, 1924-1925 y 1930-1931. Durante su primer mandato en 1912, y gracias a su vicepresidente Josep Ciudad, el Espanyol consiguió que el rey Alfonso XIII le concediera el título de «Real». El Espanyol sólo retiró la corona de su escudo durante la Segunda República española, y fue el propio Santiago quien tuvo que ejecutar la medida. El historiador Joan Segura Palomares lo describió como alguien que daba «la imagen de lo que era, un empresario, con una idea clara y espíritu emprendedor». En marzo de 1912, el Espanyol y el FC Barcelona acordaron jugar un torneo benéfico, la Copa Ciudad-La Riva, llamada así en honor a los presidentes del Espanyol, que ganaron ambos partidos con un resultado global de 5-0.
En 1912, las discusiones para decidir la sede de la Copa del Rey de fútbol 1913 acabaron provocando una escisión en el seno de la Real Federación Española de Fútbol, lo que provocó que la edición de 1913 contara con dos campeonatos de copa paralelos, con el Espanyol y el Barcelona disputando torneos diferentes. En junio de 1912 el Espanyol incorporó la sección de hockey sobre césped, un deporte muy poco conocido en España por aquel entonces. El 24 de julio de 1913 deja la presidencia y es sustituido por Alfonso Ardura.
A principios de la década de 1920, el Espanyol vivía uno de los peores momentos de su historia debido a una orden de desahucio por el impago del Campo de la calle Muntaner, campo de fútbol del Espanyol por aquel entonces, pero los hermanos De la Riva salvaron a la entidad de su desaparición al aportar el dinero para la compra de los terrenos y terrenos de Can Ràbia por 170 000 peseta s (unos 1000 euros) en los que se construyó e inauguró el Estadio de Sarriá en 1923, durante el segundo mandato de Santiago; sin embargo, el presidente de facto era su hermano Genaro, y se puede decir que el club fue dirigido entre ambos a pesar de que el sillón de la presidencia lo ocupaba Santiago.
Cuando su hermano Genaro dejó la presidencia en 1930, ésta fue ocupada por Santiago, cuyo mandato duró un año hasta ser reemplazado por Javier de Salas en 1931. Los hermanos Victoriano y Santiago fueron compañeros del FC Barcelona en la temporada 1912-13 y luego presidieron el club blanquiazul en un total de 5 etapas diferentes.

## Muerte
Riva falleció en Madrid el 14 de diciembre de 1955, a la edad de 72 años.